# كارل كريستيان أمير ناساو-فيلبورخ
كارل كريستيان أمير ناساو-فايلبورخ (Karl Christian؛ 16 يناير 1735 - 28 نوفمبر 1788)؛ حتى 1753 كونت ناساو-فايلبورخ ثم أصبح أول حاكم لإمارة ناسو فايلبورخ منذ 1753 حتى وفاته، هو ابن كارل أوغست أمير ناساو-فيلبورخ وزوجته الأميرة أوغست فريدريكه من ناساو-إدشتاين، أصبح خلفية والده منذ عام 1753، وفي عام 1783 وحد أراضيه مع أقاربه ناساو-ساربروكن وناساو-أوزينغن وناساو-ديتس.

## زواج والذرية
تزوج في 5 مارس 1760 بـ لاهاي من قريبته الأميرة كارولينا من أوراني-ناساو (1743-1787)؛ ابنة فيليم الرابع أمير أوراني وآن البريطانية، عملت زوجته لفترة وجيزة كوصية على شقيقها فيليم الخامس أمير أوراني بين عامي 1765 و1766، أصبح جنرالًا في سلاح المشاة الهولندي، وحاكمًا لمدينة بيرخن أوب زووم وأيضا حاكمًا لماستريخت، تفاوض مع الوطنيين ولكن دون جدوى في عام 1787، توفي في عام 1788 وخلفه ابنه الأكبر فريدرش فيلهلم.

### الذرية
كان لديهما 15 طفلاً، بعضهم أصبحوا أسلافًا للعائلات المالكة منذ القرن التاسع عشر:-
1. جورج فيلهلم بلجيكوس (18 ديسمبر 1760 - 27 مايو 1762).
2. فيلهلم لودفيغ كارل (12 ديسمبر 1761 - 16/26 أبريل 1770).
3. أوغست ماري كارولين (5 فبراير 1764 – 25 يناير 1802)؛ شماسة في كفيدلينبورغ وهيرفورد .
4. فيلهلمين لويز (28 سبتمبر 1765 - 10 أكتوبر 1837)؛ تزوجت في 9 يناير 1786 من هاينريش الثالث عشر أمير رويس-غرايتس، لهما ذرية، ومن نسلهما الإمبراطورة هيرمين قرينة المخلوع فيلهلم الثاني
5. ابن ميت (22 أكتوبر 1767).
6. فريدرش فيلهلم أمير ناساو-فيلبورخ (25 أكتوبر 1768 - 9 يناير 1816)؛ خليفته، هو جد أدولف دوق لوكسمبورغ الأكبر، ومن نسله العديد من عائلات الحاكمة والمخلوعة في أوروبا.
7. كارولين لويز فريدريكه (14 فبراير 1770 - 8 يوليو 1828)، تزوجت في 4 سبتمبر 1787 من كارل لودفيغ، أمير فييد-رونكل، ليس لديهما ذرية.
8. كارل لودفيغ (19 يوليو – 27 يوليو 1772).
9. كارل فريدرش فيلهلم (1 مايو 1775 - 11 مايو 1807)؛ غير متزوج.
10. أميليا شارلوت فيلهلمين لويز (7 أغسطس 1776 - 19 فبراير 1841)؛ تزوجت أولاً في 29 أكتوبر 1793 من فيكتور الثاني أمير أنهالت-بيرنبورغ-شاومبورغ-هويم، لهما ذرية فهما جدا أماليا ملكة اليونان ومن نسلهما فيلهلمينا ملكة هولندا، ثم تزوجت ثانيًا في 15 فبراير 1813 فريدرش بارون فون شتاين ليبنشتاين زو بارشفيلد، ليس لديهما أبناء.
11. ابنة ميتة (21 أكتوبر 1778).
12. جنين (1779).
13. هنرييت (22 أبريل 1780 - 2 يناير 1857)؛ تزوجت من الدوق لودفيغ من فورتمبيرغ، لهم ذرية، ومن نسلهما العديد من عائلات الحاكمة والمخلوعة في أوروبا.
14. طفل (نوفمبر 1784).
15. طفل (نوفمبر 1785).